# Alto Paraíso (Rondônia)
Alto Paraíso – miasto i gmina w Brazylii, w stanie Rondônia. Znajduje się w mezoregionie Leste Rondoniense i mikroregionie Ariquemes.